# Roussac
Roussac est une ancienne commune française située dans le département de la Haute-Vienne en région Nouvelle-Aquitaine, aujourd'hui commune déléguée de Saint-Pardoux-le-Lac, dont elle est le chef-lieu.

## Géographie

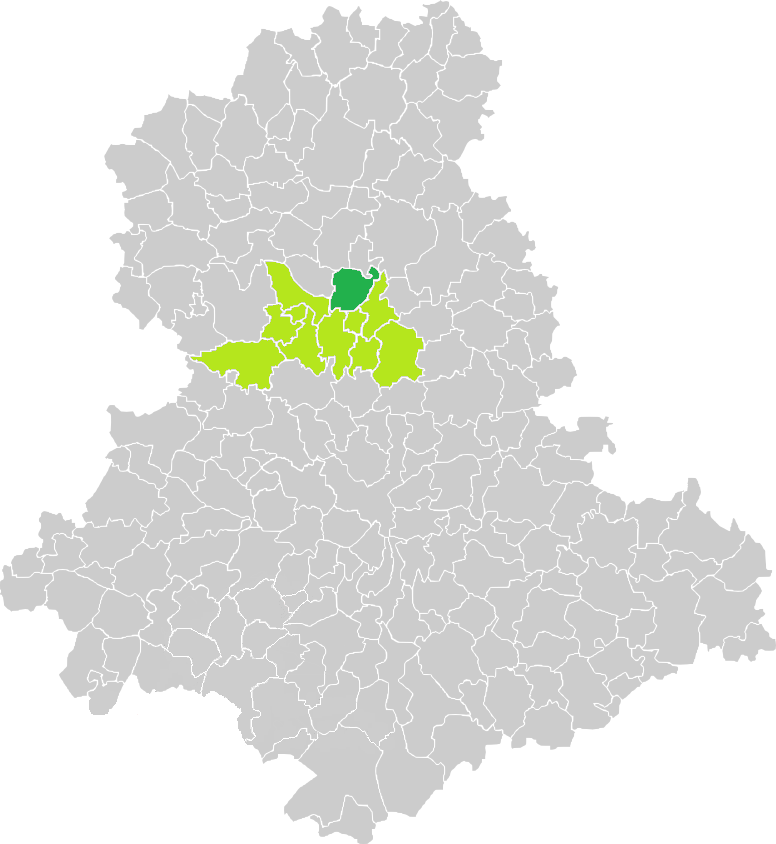
Situation de la commune de Roussac en Haute-Vienne.

| Rancon                  | Balledent | Châteauponsac                                     |
| Saint-Junien-les-Combes | Roussac   | Saint-Symphorien-sur-Couze (Saint-Pardoux-le-Lac) |
| Berneuil                | Nantiat   | Le Buis                                           |

## Histoire
Le 1er janvier 2019, elle fusionne avec Saint-Pardoux et Saint-Symphorien-sur-Couze pour constituer la commune nouvelle de Saint-Pardoux-le-Lac.

## Politique et administration
| Période                                  | Période  | Identité               | Étiquette | Qualité         |
| ---------------------------------------- | -------- | ---------------------- | --------- | --------------- |
| janvier 2019                             | En cours | Vincent Peyresblanques | DVG       | Cadre supérieur |
| Les données manquantes sont à compléter. |          |                        |           |                 |

| Période                                  | Période       | Identité               | Étiquette | Qualité |
| ---------------------------------------- | ------------- | ---------------------- | --------- | --- |
| 1977                                     | 1979 (décès)  | Henri Beaudelet        | PS        | Ancien instituteur Ancien maire d'Ozoir-la-Ferrière (Seine-et-Marne) Ancien conseiller général du Canton de Tournan-en-Brie |
| avant 1995                               | ?             | Jean Gouraud           |           | |
|                                          | mars 2014     | Corinne Chocat         | PS        | Secrétaire médicale Conseillère régionale                                                                                   |
| mars 2014                                | décembre 2018 | Vincent Peyresblanques | DVG       | Cadre supérieur |
| Les données manquantes sont à compléter. |               |                        |           | |

## Démographie
L'évolution du nombre d'habitants est connue à travers les recensements de la population effectués dans la commune depuis 1793. Pour les communes de moins de 10 000 habitants, une enquête de recensement portant sur toute la population est réalisée tous les cinq ans, les populations de référence des années intermédiaires étant quant à elles estimées par interpolation ou extrapolation. Pour la commune, le premier recensement exhaustif entrant dans le cadre du nouveau dispositif a été réalisé en 2008.

En 2016, la commune comptait 455 habitants, en évolution de −4,21 % par rapport à 2010 (Haute-Vienne : −0,68 %, France hors Mayotte : +2,11 %).
| 1793 | 1800  | 1806 | 1821 | 1831 | 1836 | 1841 | 1846 | 1851 |
| ---- | ----- | ---- | ---- | ---- | ---- | ---- | ---- | ---- |
| 820  | 1 062 | 762  | 847  | 914  | 904  | 892  | 910  | 872  |

| 1856 | 1861 | 1866 | 1872 | 1876 | 1881 | 1886 | 1891 | 1896  |
| ---- | ---- | ---- | ---- | ---- | ---- | ---- | ---- | ----- |
| 885  | 874  | 896  | 873  | 879  | 893  | 930  | 961  | 1 002 |

| 1901 | 1906 | 1911 | 1921 | 1926 | 1931 | 1936 | 1946 | 1954 |
| ---- | ---- | ---- | ---- | ---- | ---- | ---- | ---- | ---- |
| 976  | 972  | 978  | 874  | 834  | 764  | 754  | 748  | 659  |

| 1962 | 1968 | 1975 | 1982 | 1990 | 1999 | 2006 | 2008 | 2013 |
| ---- | ---- | ---- | ---- | ---- | ---- | ---- | ---- | ---- |
| 651  | 609  | 501  | 433  | 394  | 408  | 451  | 463  | 467  |

| 2016 | - | - | - | - | - | - | - | - |
| ---- | - | - | - | - | - | - | - | - |
| 455  | - | - | - | - | - | - | - | - |

## Culture locale et patrimoine

### Lieux et monuments
- Croix de Sainte-Anne[8] (XVIIe siècle).
- L'église Saint-Martial de Roussac

L'église de Roussac est une construction romane à chevet plat. Sur son côté sud, on peut observer des ouvertures particulières : un triplet de baies en plein cintre faiblement ébrasé. À côté du contrefort le plus à l'est, on remarque une fenêtre haute (vestige de fortifications). Son clocher est particulier, il fut rajouté à l'édifice en 1727 ce qui explique sa position extérieure. Il a la forme d'un donjon carré et on y accède par un escalier situé à l'extérieur. Il est recouvert de bardeaux de châtaignier.
- La fontaine Saint-Martial

À la sortie du bourg en direction de Châteauponsac, la fontaine Saint-Martial s'accompagne d'un lavoir. Une de ses vertus était de guérir le bétail. Une procession se déroulait chaque année pour la Saint-Martial, le 30 juin.
- La Grange aux Chansons, au lieu-dit Quinsac, espace accueillant concerts et animations musicales et proposant des produits fermiers.

### Blasonnement
|  | Les armoiries de Roussac se blasonnent ainsi : D'azur à l'étoile d'argent, au chef d'or chargé de deux sacs liés de gueules. |

## Pour approfondir